# The Passing of Mr. Quin
The Passing of Mr. Quin är en brittisk mysteriefilm från 1928 som regisserades av Leslie S. Hiscott och Julius Hagen, med Clifford Heatherley, Mary Brough och Ursula Jeans i huvudrollerna. Filmen baserades på novellen The Coming of Mr. Quin, en del av samlingen Den mystiske Mr Quin, som skrevs av Agatha Christie. Det var den första brittiska filmen som gjordes av ett av Christies verk. Novellen anpassades av Hiscott, som 1931 skulle regissera Alibi, den första filmen med Christies mer välkända belgiska detektiv Hercule Poirot. Filmen spelades in i Twickenham Studios i London.

## Handling
Professor Appleby har terroriserat sin fru Eleanor, men när han blir mördad och hennes älskare Derek försvinner, misstänker Eleanor det värsta. En mystisk främling, känd som "Mr Quinny" eller "Mr Quin" dyker upp och börjar förföra Eleanor, men hans alkoholism tar över och han dör. Innan han dör avslöjar han att han var Derek hela tiden och erbjuder flickan till en rival, som lovar att göra Eleanor till en lycklig fru.

## Rollista i urval
- Stewart Rome - Dr. Alec Portal
- Trilby Clark - Mrs. Eleanor Appleby
- Ursula Jeans - Vera, hembiträdet
- Clifford Heatherley - Professor Appleby
- Mary Brough - Kokerska
- Vivian Baron - Derek Cappel
- Kate Gurney - hyresvärdinna

Manuset skrevs av G. Roy McRae (som tros vara en pseudonym) för utgivning 1929. Handlingen avviker radikalt från Christies novell (till exempel, medan Christies Mr Quin är en romantisk fantasyfigur som löser mysteriet med professor Applebys självmord, porträtteras Mr Quin här som Applebys alkoholiserade mördare).